# Banyuurip (Temanggung)
Banyuurip is een bestuurslaag in het regentschap Temanggung van de provincie Midden-Java, Indonesië. Banyuurip telt 3505 inwoners (volkstelling 2010).